# Dmitrij Alekszejevics Hlesztov
Dmitrij Alekszejevics Hlesztov (oroszul: Дмитрий Алексеевич Хлестов; Moszkva, 1971. január 21. –) orosz válogatott labdarúgó.

## Pályafutása

### Klubcsapatban
Moszkvában született. Pályafutása leghosszabb időszakát a Szpartak Moszkvánál töltötte. 1989 és 2000 között volt a klub játékosa, ezalatt nyolc bajnoki címet (1992, 1993, 1994, 1996, 1997, 1998, 1999, 2000) és négy kupagyőzelmet (1992, 1994, 1998, 2003) szerzett. 2000 és 2002 között Törökországban játszott a Beşiktaş csapatában. 2002-ben visszatért a Szpartakhoz egy kis időre. 2003-ban a Torpedo-ZIL, 2004 és 2005 között a Szokol Szaratov játékosa volt. 2006 és 2008 között a Szpartak Sjolkovo tagjaként fejezte be az aktív játékot.    

### A válogatottban
1992-ben 3 mérkőzésen lépett pályára a FÁK színeiben. 1992 és 2002 között 49 alkalommal játszott az orosz válogatottban. Részt vett az 1994-es világbajnokságon.

## Sikerei, díjai
Szpartak Moszkva
- Orosz bajnok (8): 1992, 1993, 1994, 1996, 1997, 1998, 1999, 2000
- Szovjet kupagyőztes (1): 1992
- Orosz kupagyőztes (3): 1994, 1998, 2003